# Nine Muses
Nine Muses (coréen: 나인뮤지스, souvent stylisé 9MUSES ou NINE MUSES) est un girl group sud-coréen formé sous Star Empire Entertainment. Le groupe débute en 2010 avec le titre No Playboy venant de l'album single, Let's Have a Party. Le nom du groupe provient des neuf muses de la mythologie grecque.

## Fan-club
Le 20 juillet 2015, alors que le groupe a célébré son cinquième anniversaire de carrière, la Star Empire Entertainment a annoncé sur le compte Twitter officiel du groupe que l'un des événements liés à cette cinquième bougie serait la création, enfin, d'un fanclub officiel. Portant le nom de « MINE », pour « 9MUSES Is Never End ».
Un représentant de l'agence a confié : “Nous sommes en train de créer un fan club cinq ans après les débuts des Nine Muses. [...] Nous avons pris la décision de réaliser ce projet après avoir pris en compte l’avis des membres qui souhaitaient offrir un cadeau spécial aux fans coréens mais également aux fans internationaux aimant la musique des 9MUSES.”.

## Histoire

### 2010-2011: Débuts, changement de membres etFigaro
La formation des Nine Muses et annoncé le 26 mars 2010. Elles font leur première sortie le 12 août 2010 avec le single album Let's Have a Party. Le titre principal "No Playboy" est une chanson produite par les compositeurs Rainstone et Park Jin Young. En octobre, Jaekyung quitte le groupe pour se concentrer sur sa carrière de mannequin et fut remplacée par Hyuna. Pour avancer dans le marché japonais, le 26 décembre 2010, les Nine Muses interprètent six chansons au Seoul Train, un événement où des groupes et artistes K-pop performent pour leurs fans japonais, aux côtés de V.O.S. et ZE:A.
En janvier 2011, il est annoncé que les membres Bini, Rana et Euaerin vont quitter le groupe pour poursuivre d'autres activités, et que les membres ne seront pas remplacés. Cependant, trois mois après, Euaerin réintègre le groupe. En août, Nine Muses fait son retour avec le single Figaro en tant que groupe de sept membres, avec les débuts de Hyuna. Une fois que la période promotionnelle de "Figaro" ait commencée, la gestion pense à changer le nom du groupe pour Sweet Candy, pour ne pas porter confusion avec Nine Muses comme il ne reste que sept membres. Plusieurs mois après, leur agence confirme que le groupe ne changera pas de nom car deux membres s'y ajouteront et les filles seront donc de nouveau à 9,. Le groupe publie "Figaro" et son clip vidéo le 18 août 2011.

### 2012-2013:Sweet Rendezvous, débuts de Sungah et Kyungri

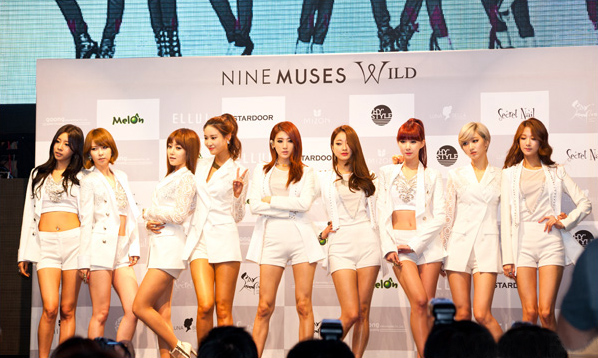
Nine Muses en 2013

Nine Muses introduit un nouveau membre, Kyungri, lors de leur performance à Abu Dhabi, EAU. Nine Muses sort le clip vidéo de "News" le 10 janvier 2012 avec le single du même nom qui est sorti un jours plus tard le 11 janvier 2012. La chanson a été produite par Sweetune, qui a également produit "Figaro".
Le 8 mars 2012, le clip vidéo de "Ticket" du mini-album Sweet Rendezvous est mis en ligne. Le 25 mai 2012, les filles sortent deux clips vidéos pour la nouvelle chanson de la campagne militaire "My Youth's Allegiance". Le 12 mars 2012, Star Empire annonce qu'un nouveau membre, Sungah rejoindra le groupe.
Un single nommé "Dolls", est mis en ligne en janvier 2013. Il débute à la 35e place du Gaon Top 100 Chart. Le 9 mai 2013, le clip vidéo de "Wild" est mis en ligne. Le titre débute à la 32e place du Gaon Chart, alors que le mini-album du même nom débute à la 4e place le 16 mai 2013.

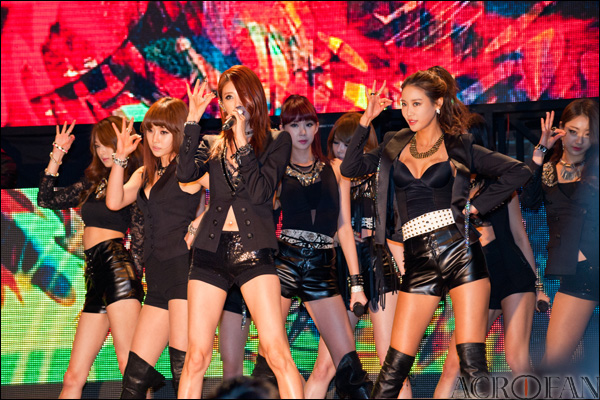
Nine Muses à l'événement showcase pour leur titre "Wild" en 2013.

Le 13 octobre 2013, Nine Muses sort son premier album studio, Prima Donna, avec le titre-phare, "Gun". Un single digital, "Glue", est mis en ligne le 4 décembre accompagné de son clip vidéo.

### 2014–2015: changement de membres,Drama,9Muses S/S EditionetLost
L'agence des filles, Star Empire, annonce le 29 janvier 2014, que Lee Sem et Eunji vont quitter le groupe. Le 23 juin 2014, il est annoncé que Sera quittera aussi le groupe à la suite de l'expiration de son contrat.
Le 3 septembre, Kyungri, Kevin de ZE:A et une trainee (stagiaire) de Star Empire se sont associés pour former un projet unique nommé "Nasty Nasty" et sortent par la suite une chanson produite et composée par Rado.
Le 8 janvier 2015, Star Empire annonce officiellement le retour du groupe avec leur troisième mini-album, Drama qui sortira le 23 janvier. Deux nouvelles membres sont alors révélées: Jo Sojin, membre du projet Nasty Nasty, et Lee Keumjo, une stagiaire (trainee). Nine Muses a tenu un showcase pour Drama le 21 janvier 2015 où les huit membres interprètent le titre-phare "Drama" pour la première fois. Le showcase a été diffusé en live sur YouTube.
Le 2 juillet, Nine Muses sort son quatrième mini-album, 9Muses S/S Edition avec le titre-phare "Hurt Locker". L'album s'est d'ailleurs positionné à la 8e place du Billboard's World Albums Chart. Le 15 août, le MV d'un autre titre de l'opus est mis en ligne, "Yes or No".
Le 12 novembre, le retour du groupe est annoncé via leur page Facebook officielle à la suite de la mise en ligne d'un cliché, accompagné d'un message révélant la date de leur retour, le 24 novembre. Différents teasers photos et vidéos ont par la suite étaient mis en ligne,,,. Ainsi, le 24 novembre, les filles font leur comeback avec la mise en ligne du MV de "Sleepless Night" issu de leur cinquième mini-album, Lost.

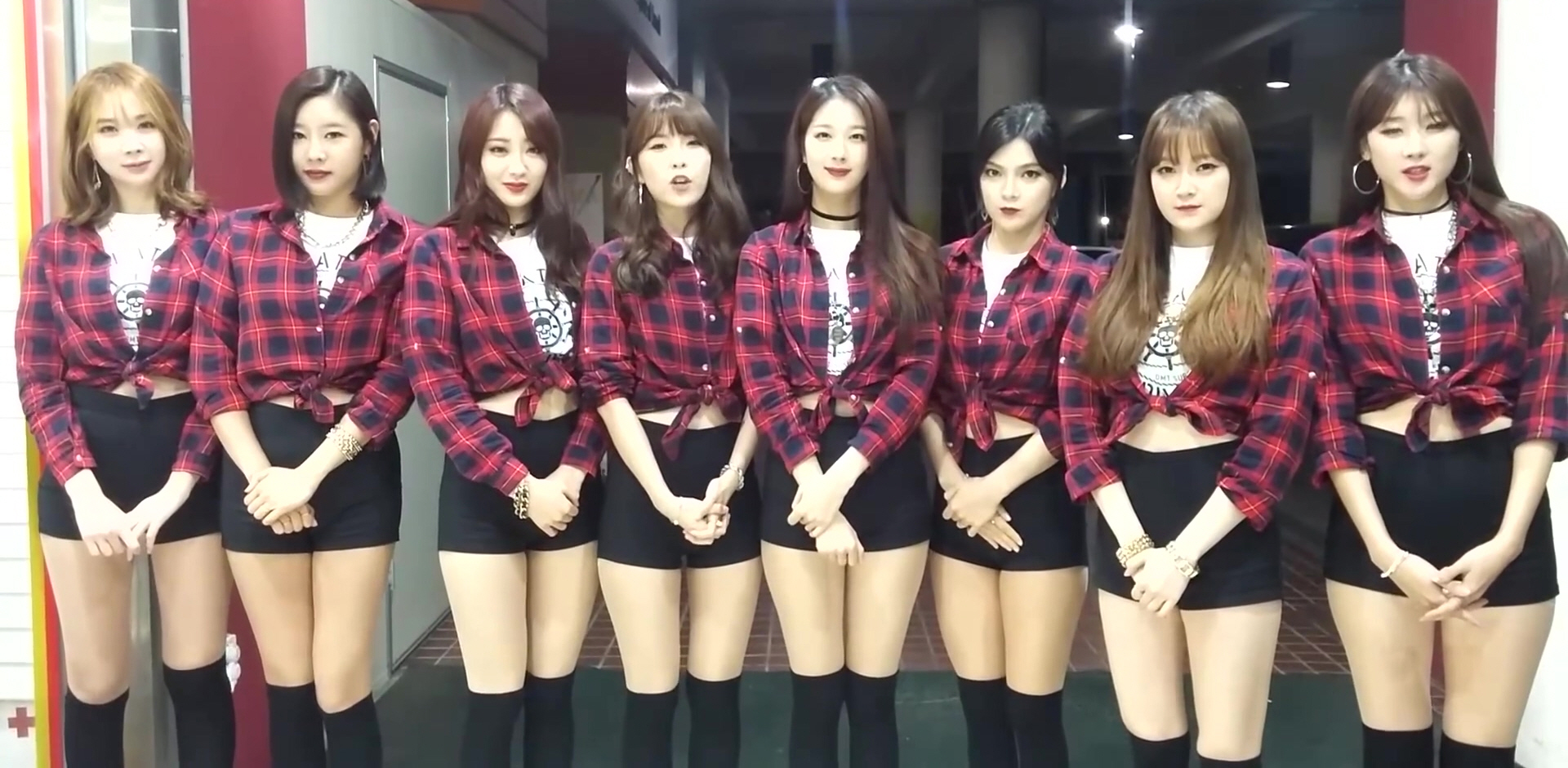
Nine Muses en 2015

### 2016-2019: Départs de Euaerin, Minha et Hyuna, premier sous-groupe et disband

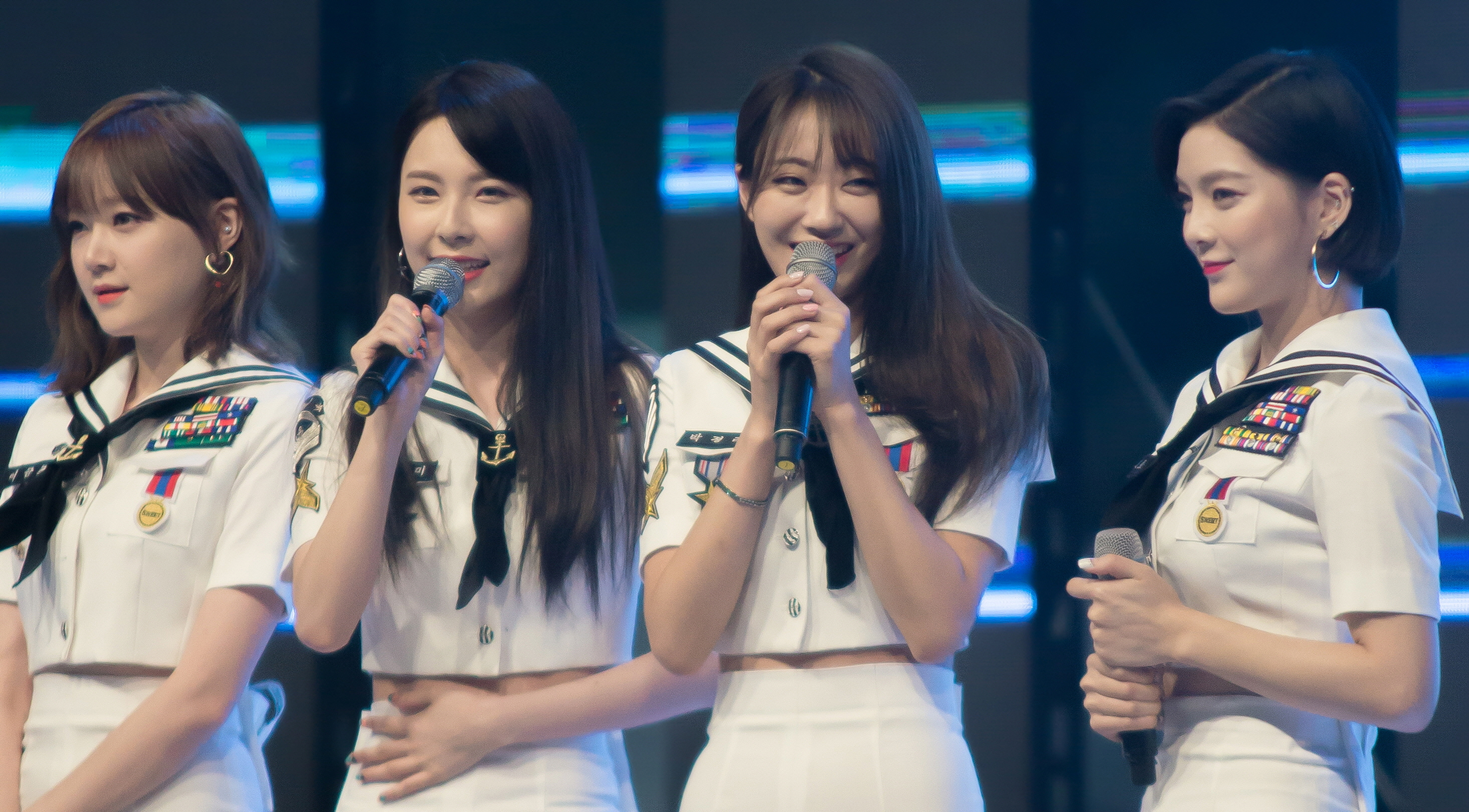
Nine Muses A sur scène en 2016.

Le 7 juin 2016, Star Empire Entertainment a annoncé que Euaerin et Minha étaient "diplômées" du groupe c'est-à-dire qu'elles n'en feront plus partie désormais. Leur contrat est arrivé à terme et elles ont préféré ne pas le renouveler.
Le 11 juillet, l'agence des filles a déclaré que quatre membres allaient former la première sous-unité du groupe qui avait d’ailleurs déjà terminé d'enregistrer, et qui prévoyait de dévoiler son projet début août. Ainsi, le 4 août à minuit en Corée du Sud, le sous-groupe nommé Nine Muses A, constitué de Hyemi, Kyungri, Sojin et Keumjo, a mis en ligne le clip vidéo de "Lip 2 Lip" issu de l'album single Muses Diary.
Le 4 octobre, Star Empire Entertainment a annoncé le départ de Hyuna du groupe, elle a d'ailleurs posté une lettre manuscrite sur le fancafé de Nine Muses pour annoncer sa décision aux fans,.
Le 14 février 2019 signe la date du dernier clip de Nine Muses, "Remember", pour marquer leur séparation, ayant été annoncée par l'agence quelques jours plus tôt.
Le 24 février, Nine Muses auront le droit à un dernier fanmeeting.

## Membres
| Nom de scène | Nom de scène | Nom de naissance | Nom de naissance | Date de naissance | Nationalité  | Position                                                       |
| Romanisé     | Coréen       | Romanisé         | Coréen           | Date de naissance | Nationalité  | Position                                                       |
| ------------ | ------------ | ---------------- | ---------------- | ----------------- | ------------ | -------------------------------------------------------------- |
| Sungah       | 성아         | Son Sung-ah      | 손성아           | 8 juillet 1989    | Sud-coréenne | Rappeuse principale, danseuse secondaire, Unnie (la plus âgée) |
| Kyungri      | 경리         | Park Kyung-ri    | 박경리           | 5 juillet 1990    | Sud-coréenne | Chanteuse secondaire, danseuse secondaire, visuelle            |
| Hyemi        | 혜미         | Pyo Hye-mi       | 표혜미           | 3 avril 1991      | Sud-coréenne | Leader, chanteuse principale                                   |
| Sojin        | 소진         | Jo So-jin        | 조소진           | 11 octobre 1991   | Sud-coréenne | Danseuse principale, rappeuse secondaire, chanteuse            |
| Keumjo       | 금조         | Lee Keum-jo      | 이금조           | 17 décembre 1992  | Sud-coréenne | Chanteuse principale, Maknae (plus jeune)                      |

### Anciennes membres
| Nom de scène | Nom de scène | Nom de naissance | Nom de naissance | Date de naissance          | Nationalité  | Position                                                     |
| Romanisé     | Coréen       | Romanisé         | Coréen           | Date de naissance          | Nationalité  | Position                                                     |
| ------------ | ------------ | ---------------- | ---------------- | -------------------------- | ------------ | ------------------------------------------------------------ |
| Rana         | 라나         | Kim Ra-na        | 김라나           | 26 juin 1983               | Sud-coréenne | Leader, rappeuse secondaire, chanteuse, Unnie (la plus âgée) |
| Bini         | 비니         | Lee Hye-bin      | 이혜빈           | 13 novembre 1985           | Sud-coréenne | Chanteuse                                                    |
| Hyuna        | 현아         | Moon Hyun-a      | 문현아           | 19 janvier 1987            | Sud-coréenne | Leader, chanteuse secondaire                                 |
| Lee Sem      | 이샘         | Lee Hyun-joo     | 이현주           | 5 mai 1987                 | Sud-coréenne | Chanteuse, rappeuse principale                               |
| Jaekyung     | 재경         | Jung Seo-young   | 정서영           | 19 septembre 1987 (37 ans) | Sud-coréenne | Chanteuse                                                    |
| Sera         | 세라         | Ryu Se-ra        | 류세라           | 3 octobre 1987             | Sud-coréenne | Leader, chanteuse principale                                 |
| Euaerin      | 이유애린     | Lee Hye-min      | 이혜민           | 3 mai 1988                 | Sud-coréenne | Rappeuse principale, danseuse secondaire                     |
| Eunji        | 은지         | Park Eun-ji      | 박은지           | 27 septembre 1988          | Sud-coréenne | Rappeuse secondaire, danseuse principale                     |
| Minha        | 민하         | Park Min-ha      | 박민하           | 27 juin 1991               | Sud-coréenne | Chanteuse, visuel                                            |

### Chronologie
- Noir – en pause
- Rose – avec neuf membres

## Discographie
- Prima Donna (2013)

## Concerts
- 2016 : Muse In The City

## Récompenses
| Année | Titre |
| ----- | --- |
| 2010  | - Korean Beauty Design Expo - Beauty Popularity Star Award - 18th Korean Culture Entertainment Awards: New Generation Popular Music Teen Singer Award |
| 2013  | - 8th Asian Model Festival Awards - The 4th Annual KPOP+Music Awards: Most Improved Artist - The 4th Annual KPOP+Music Awards: Best Female Group      |
| 2016  | - Korean Entertainment Awards: Best Female Group |